# 20e étape du Tour d'Italie 2022
Pour un article plus général, voir Tour d'Italie 2022.
La 20e étape du Tour d'Italie 2022 se déroule le samedi 28 mai 2022 de Belluno (Vénétie) au col de Marmolada dans les Dolomites, en Italie, sur une distance de 168 km.

## Parcours
Considérée comme l'étape reine de la 105e édition du Tour d'Italie, la 20e étape relie Belluno au Passo Fedaia - Marmolada sur 168 kilomètres. A travers les Dolomites, l'avant-dernière étape est la dernière de haute montagne et à se terminer au sommet. Depuis Belluno, l'itinéraire longe la Piave, jusqu'à Cencenighe Agordino, où se situe le premier sprint intermédiaire (km 63,5). La ville se situe au pied de la première ascension de la journée : le Passo San Pellegrino (18,5 km à 6,2 %, 1C). Le parcours enchaîne avec le versant ouest du Passo Pordoi (11,8 km à 6,8 %, Cima Coppi), puis rejoint le sprint intermédiaire de Malga Ciapela (km 162,5), au pied de la montée finale vers le Passo Fedaia (14 km à 7,6 %, 1C), dont les cinq derniers kilomètres sont à plus de 11 % de moyenne (pente maximale à 18 %).
La victoire d'étape est propice à un pur grimpeur.

## Déroulement de la course
Nombreux sont les coureurs intéressés à la formation de l'échappée. Finalement, après une vingtaine de kilomètres, ce sont quinze coureurs qui se retrouvent à l'avant, avec : les deux Belges Sylvain Moniquet (Lotto-Soudal) et Mauri Vansevenant (Quick-Step Alpha Vinyl), l'Espagnol Antonio Pedrero (Movistar), les six Italiens Davide Ballerini (Quick-Step Alpha Vinyl), Giulio Ciccone (Trek-Segafredo), les deux coéquipiers Alessandro Covi et Davide Formolo (UAE Emirates), Andrea Vendrame (AG2R Citroën) et Edoardo Zardini (Drone Hopper-Androni Giocattoli), l'Allemand Lennard Kämna (Bora-Hansgrohe), les quatre Néerlandais Thymen Arensman (DSM), les deux coéquipiers Gijs Leemreize et Sam Oomen (Jumbo-Visma) et Mathieu van der Poel (Alpecin-Fenix) et le Slovène Domen Novak (Bahrain Victorious).
Au sprint intermédiaire de Cencenighe Agordino, Ballerini devance Ciccone, avec six minutes d'avance sur le peloton. Au sommet du Passo San Pellegrino (18,5 km à 6,2 %, 1C), Formolo passe en tête devant Ciccone ; le peloton compte un débours de six minutes. Au sommet du mythique Passo Pordoi (11,8 km à 6,8 %, Cima Coppi), Alessandro Covi passe en tête, avec un avantage d'une minute et vingt secondes sur le groupe de chasse, composé de Arensman, Ciccone, Formolo, Kämna, Leemreize, Novak, Oomen et Pedrero, et de cinq minutes et quarante-cinq secondes sur le groupe maillot rose.
Alessandro Covi entame, seul en tête de course, le Passo Fedaia, avec une minute et trente secondes d'avance sur le groupe de chasse, dans lequel Domen Novak ne tarde pas à attaquer, et cinq minutes et trente secondes sur le groupe maillot rose.
Profitant du retour de son leader, l'Australien Jai Hindley (Bora-Hansgrohe), Lennard Kämna l'emmène dans son sillage, jusqu'à faire craquer le champion olympique équatorien et maillot rose Richard Carapaz (INEOS Grenadiers), qui était jusque là encore le seul capable de suivre le coureur australien. Le leader de la Bora-Hansgrohe s'en va conquérir le Tour d'Italie 2022.
Devant, Alessandro Covi s'impose en solitaire au Passo Fedaia - Marmolada, avec trente-deux secondes d'avance sur Novak et trente-sept sur Ciccone. Jai Hindley arrive sixième, à deux minutes et trente secondes de retard sur le vainqueur du jour, mais quarante secondes d'avance sur l'Espagnol Mikel Landa (Bahrain Victorious) et une minute et trente secondes sur Richard Carapaz.
Au niveau des différents classements : Jai Hindley hérite du maillot rose, basculant la situation, en parvenant à distancer le coureur équatorien ; désormais, avec une minute et vingt-cinq secondes de marge en vue du contre-la-montre du lendemain. Le Néerlandais Koen Bouwman (Jumbo-Visma) conserve son maillot bleu, l'Espagnol Juan Pedro López (Trek-Segafredo) le blanc et le Français Arnaud Démare (Groupama-FDJ) le maillot cyclamen.

## Résultats

### Classement de l'étape
| \| Classement de l'étape \| Classement de l'étape \| Classement de l'étape \| Classement de l'étape \| Classement de l'étape \| \| Coureur \| Coureur \| Pays \| Équipe \| Temps \| \| --------------------- \| --------------------- \| --------------------- \| --------------------- \| --------------------- \| \| 1er \| Alessandro Covi \| Italie \| UAE Team Emirates \| 4 h 46 min 34 s \| \| 2e \| Domen Novak \| Slovénie \| Bahrain Victorious \| + 32 s \| \| 3e \| Giulio Ciccone \| Italie \| Trek-Segafredo \| + 37 s \| \| 4e \| Antonio Pedrero \| Espagne \| Movistar Team \| + 1 min 36 s \| \| 5e \| Thymen Arensman \| Pays-Bas \| Team DSM \| + 1 min 50 s \| \| 6e \| Jai Hindley \| Australie \| Bora-Hansgrohe \| + 2 min 30 s \| \| 7e \| Gijs Leemreize \| Pays-Bas \| Jumbo-Visma \| + 3 min 04 s \| \| 8e \| Hugh Carthy \| Royaume-Uni \| EF Education-EasyPost \| + 3 min 19 s \| \| 9e \| Mikel Landa \| Espagne \| Bahrain Victorious \| + 3 min 19 s \| \| 10e \| Lennard Kämna \| Allemagne \| Bora-Hansgrohe \| + 3 min 39 s \| |                 |             |                       |                 |
| |                 |             |                       |                 |
| Source : ProCyclingStats |                 |             |                       |                 |
| Classement de l'étape |                 |             |                       |                 |
| Coureur | Coureur         | Pays        | Équipe                | Temps           |
| 1er | Alessandro Covi | Italie      | UAE Team Emirates     | 4 h 46 min 34 s |
| 2e | Domen Novak     | Slovénie    | Bahrain Victorious    | + 32 s          |
| 3e | Giulio Ciccone  | Italie      | Trek-Segafredo        | + 37 s          |
| 4e | Antonio Pedrero | Espagne     | Movistar Team         | + 1 min 36 s    |
| 5e | Thymen Arensman | Pays-Bas    | Team DSM              | + 1 min 50 s    |
| 6e | Jai Hindley     | Australie   | Bora-Hansgrohe        | + 2 min 30 s    |
| 7e | Gijs Leemreize  | Pays-Bas    | Jumbo-Visma           | + 3 min 04 s    |
| 8e | Hugh Carthy     | Royaume-Uni | EF Education-EasyPost | + 3 min 19 s    |
| 9e | Mikel Landa     | Espagne     | Bahrain Victorious    | + 3 min 19 s    |
| 10e | Lennard Kämna   | Allemagne   | Bora-Hansgrohe        | + 3 min 39 s    |

### Points attribués pour le classement par points
| Sprint intermédiaire Cencenighe Agordino (km 63.5) | Sprint intermédiaire Cencenighe Agordino (km 63.5) | Sprint intermédiaire Cencenighe Agordino (km 63.5) | Sprint intermédiaire Cencenighe Agordino (km 63.5) | Sprint intermédiaire Cencenighe Agordino (km 63.5) |
| -------------------------------------------------- | -------------------------------------------------- | -------------------------------------------------- | -------------------------------------------------- | -------------------------------------------------- |
|                                                    | Coureur                                            | Pays                                               | Équipe                                             | Point(s)                                           |
| 1er                                                | Davide Ballerini                                   | Italie                                             | Quick-Step Alpha Vinyl                             | 12                                                 |
| 2e                                                 | Giulio Ciccone                                     | Italie                                             | Trek-Segafredo                                     | 8                                                  |
| 3e                                                 | Mauri Vansevenant                                  | Belgique                                           | Quick-Step Alpha Vinyl                             | 6                                                  |
| 4e                                                 | Gijs Leemreize                                     | Pays-Bas                                           | Jumbo-Visma                                        | 5                                                  |
| 5e                                                 | Davide Formolo                                     | Colombie                                           | UAE Emirates                                       | 4                                                  |
| 6e                                                 | Edoardo Zardini                                    | Italie                                             | Drone Hopper-Androni Giocattoli                    | 3                                                  |
| 7e                                                 | Sylvain Moniquet                                   | Belgique                                           | Lotto-Soudal                                       | 2                                                  |
| 8e                                                 | Sam Oomen                                          | Pays-Bas                                           | Jumbo-Visma                                        | 1                                                  |
| modifier                                           |                                                    |                                                    |                                                    |                                                    |

| Arrivée d'étape Marmolada (km 168) | Arrivée d'étape Marmolada (km 168) | Arrivée d'étape Marmolada (km 168) | Arrivée d'étape Marmolada (km 168) | Arrivée d'étape Marmolada (km 168) |
| ---------------------------------- | ---------------------------------- | ---------------------------------- | ---------------------------------- | ---------------------------------- |
|                                    | Coureur                            | Pays                               | Équipe                             | Point(s)                           |
| 1er                                | Alessandro Covi                    | Italie                             | UAE Emirates                       | 15                                 |
| 2e                                 | Domen Novak                        | Slovénie                           | Bahrain Victorious                 | 12                                 |
| 3e                                 | Giulio Ciccone                     | Italie                             | Trek-Segafredo                     | 9                                  |
| 4e                                 | Antonio Pedrero                    | Espagne                            | Movistar                           | 7                                  |
| 5e                                 | Thymen Arensman                    | Pays-Bas                           | Team DSM                           | 6                                  |
| 6e                                 | Jai Hindley                        | Australie                          | Bora-Hansgrohe                     | 5                                  |
| 7e                                 | Gijs Leemreize                     | Pays-Bas                           | Jumbo-Visma                        | 4                                  |
| 8e                                 | Hugh Carthy                        | Grande-Bretagne                    | EF Education-EasyPost              | 3                                  |
| 9e                                 | Mikel Landa                        | Espagne                            | Bahrain Victorious                 | 2                                  |
| 10e                                | Lennard Kämna                      | Allemagne                          | Bora-Hansgrohe                     | 1                                  |
| modifier                           |                                    |                                    |                                    |                                    |

### Points attribués pour le classement du meilleur grimpeur
| Passo San Pellegrino (km 81.9) 1re catégorie (9,6 km à 8%) | Passo San Pellegrino (km 81.9) 1re catégorie (9,6 km à 8%) | Passo San Pellegrino (km 81.9) 1re catégorie (9,6 km à 8%) | Passo San Pellegrino (km 81.9) 1re catégorie (9,6 km à 8%) | Passo San Pellegrino (km 81.9) 1re catégorie (9,6 km à 8%) |
| ---------------------------------------------------------- | ---------------------------------------------------------- | ---------------------------------------------------------- | ---------------------------------------------------------- | ---------------------------------------------------------- |
|                                                            | Coureur                                                    | Pays                                                       | Équipe                                                     | Point(s)                                                   |
| 1er                                                        | Davide Formolo                                             | Italie                                                     | UAE Emirates                                               | 40                                                         |
| 2e                                                         | Giulio Ciccone                                             | Italie                                                     | Trek-Segafredo                                             | 18                                                         |
| 3e                                                         | Alessandro Covi                                            | Italie                                                     | UAE Emirates                                               | 12                                                         |
| 4e                                                         | Davide Ballerini                                           | Italie                                                     | Quick-Step Alpha Vinyl                                     | 9                                                          |
| 5e                                                         | Mauri Vansevenant                                          | Belgique                                                   | Quick-Step Alpha Vinyl                                     | 6                                                          |
| 6e                                                         | Sam Oomen                                                  | Pays-Bas                                                   | Jumbo-Visma                                                | 4                                                          |
| 7e                                                         | Mathieu van der Poel                                       | Pays-Bas                                                   | Alpecin-Fenix                                              | 2                                                          |
| 8e                                                         | Antonio Pedrero                                            | Espagne                                                    | Movistar                                                   | 1                                                          |
| modifier                                                   |                                                            |                                                            |                                                            |                                                            |

| Passo Pordoi (km 123.4) Cima Coppi (11,9 km à 6,6%) | Passo Pordoi (km 123.4) Cima Coppi (11,9 km à 6,6%) | Passo Pordoi (km 123.4) Cima Coppi (11,9 km à 6,6%) | Passo Pordoi (km 123.4) Cima Coppi (11,9 km à 6,6%) | Passo Pordoi (km 123.4) Cima Coppi (11,9 km à 6,6%) |
| --------------------------------------------------- | --------------------------------------------------- | --------------------------------------------------- | --------------------------------------------------- | --------------------------------------------------- |
|                                                     | Coureur                                             | Pays                                                | Équipe                                              | Point(s)                                            |
| 1er                                                 | Alessandro Covi                                     | Italie                                              | UAE Emirates                                        | 50                                                  |
| 2e                                                  | Giulio Ciccone                                      | Italie                                              | Trek-Segafredo                                      | 30                                                  |
| 3e                                                  | Davide Formolo                                      | Italie                                              | UAE Emirates                                        | 12                                                  |
| 4e                                                  | Domen Novak                                         | Slovénie                                            | Bahrain Victorious                                  | 14                                                  |
| 5e                                                  | Thymen Arensman                                     | Pays-Bas                                            | Team DSM                                            | 10                                                  |
| 6e                                                  | Sam Oomen                                           | Pays-Bas                                            | Jumbo-Visma                                         | 6                                                   |
| 7e                                                  | Lennard Kämna                                       | Allemagne                                           | Bora-Hansgrohe                                      | 4                                                   |
| 8e                                                  | Gijs Leemreize                                      | Pays-Bas                                            | Jumbo-Visma                                         | 2                                                   |
| 9e                                                  | Antonio Pedrero                                     | Espagne                                             | Movistar                                            | 1                                                   |
| modifier                                            |                                                     |                                                     |                                                     |                                                     |

| \| Passo Fedaia (km 168) 1re catégorie (12,9 km à 7,8%) \| Passo Fedaia (km 168) 1re catégorie (12,9 km à 7,8%) \| Passo Fedaia (km 168) 1re catégorie (12,9 km à 7,8%) \| Passo Fedaia (km 168) 1re catégorie (12,9 km à 7,8%) \| Passo Fedaia (km 168) 1re catégorie (12,9 km à 7,8%) \| \| ---------------------------------------------------- \| ---------------------------------------------------- \| ---------------------------------------------------- \| ---------------------------------------------------- \| ---------------------------------------------------- \| \| \| Coureur \| Pays \| Équipe \| Point(s) \| \| 1er \| Alessandro Covi \| Italie \| UAE Emirates \| 40 \| \| 2e \| Domen Novak \| Slovénie \| Bahrain Victorious \| 18 \| \| 3e \| Giulio Ciccone \| Italie \| Trek-Segafredo \| 12 \| \| 4e \| Antonio Pedrero \| Espagne \| Movistar \| 9 \| \| 5e \| Thymen Arensman \| Pays-Bas \| Team DSM \| 6 \| \| 6e \| Jai Hindley \| Australie \| Bora-Hansgrohe \| 4 \| \| 7e \| Gijs Leemreize \| Pays-Bas \| Jumbo-Visma \| 2 \| \| 8e \| Hugh Carthy \| Grande-Bretagne \| EF Education-EasyPost \| 1 \| \| modifier \| \| \| \| \| |                 |                 |                       |          |
| Passo Fedaia (km 168) 1re catégorie (12,9 km à 7,8%) |                 |                 |                       |          |
| | Coureur         | Pays            | Équipe                | Point(s) |
| 1er | Alessandro Covi | Italie          | UAE Emirates          | 40       |
| 2e | Domen Novak     | Slovénie        | Bahrain Victorious    | 18       |
| 3e | Giulio Ciccone  | Italie          | Trek-Segafredo        | 12       |
| 4e | Antonio Pedrero | Espagne         | Movistar              | 9        |
| 5e | Thymen Arensman | Pays-Bas        | Team DSM              | 6        |
| 6e | Jai Hindley     | Australie       | Bora-Hansgrohe        | 4        |
| 7e | Gijs Leemreize  | Pays-Bas        | Jumbo-Visma           | 2        |
| 8e | Hugh Carthy     | Grande-Bretagne | EF Education-EasyPost | 1        |
| modifier |                 |                 |                       |          |

### Classements aux points intermédiaires
| Sprint intermédiaire Cencenighe Agordino (km 63.5) | Sprint intermédiaire Cencenighe Agordino (km 63.5) | Sprint intermédiaire Cencenighe Agordino (km 63.5) | Sprint intermédiaire Cencenighe Agordino (km 63.5) | Sprint intermédiaire Cencenighe Agordino (km 63.5) |
| -------------------------------------------------- | -------------------------------------------------- | -------------------------------------------------- | -------------------------------------------------- | -------------------------------------------------- |
|                                                    | Coureur                                            | Pays                                               | Équipe                                             | Point(s)                                           |
| 1er                                                | Davide Ballerini                                   | Italie                                             | Quick-Step Alpha Vinyl                             | 10                                                 |
| 2e                                                 | Giulio Ciccone                                     | Italie                                             | Trek-Segafredo                                     | 6                                                  |
| 3e                                                 | Mauri Vansevenant                                  | Belgique                                           | Quick-Step Alpha Vinyl                             | 3                                                  |
| 4e                                                 | Gijs Leemreize                                     | Pays-Bas                                           | Jumbo-Visma                                        | 2                                                  |
| 5e                                                 | Davide Formolo                                     | Colombie                                           | UAE Emirates                                       | 1                                                  |
| modifier                                           |                                                    |                                                    |                                                    |                                                    |

| Sprint intermédiaire Malga Ciapela (km 162.5) | Sprint intermédiaire Malga Ciapela (km 162.5) | Sprint intermédiaire Malga Ciapela (km 162.5) | Sprint intermédiaire Malga Ciapela (km 162.5) | Sprint intermédiaire Malga Ciapela (km 162.5) |
| --------------------------------------------- | --------------------------------------------- | --------------------------------------------- | --------------------------------------------- | --------------------------------------------- |
|                                               | Coureur                                       | Pays                                          | Équipe                                        | Point(s)                                      |
| 1er                                           | Alessandro Covi                               | Italie                                        | UAE Emirates                                  | 10                                            |
| 2e                                            | Thymen Arensman                               | Pays-Bas                                      | Team DSM                                      | 6                                             |
| 3e                                            | Giulio Ciccone                                | Italie                                        | Trek-Segafredo                                | 3                                             |
| 4e                                            | Domen Novak                                   | Slovénie                                      | Bahrain Victorious                            | 2                                             |
| 5e                                            | Antonio Pedrero                               | Espagne                                       | Movistar                                      | 1                                             |
| modifier                                      |                                               |                                               |                                               |                                               |

### Bonifications
|   | Coureur         | Pays     | Équipe         | Secondes |
| - | --------------- | -------- | -------------- | -------- |
| 1 | Alessandro Covi | Italie   | UAE Emirates   | 3 s      |
| 2 | Thymen Arensman | Pays-Bas | Team DSM       | 2 s      |
| 3 | Giulio Ciccone  | Italie   | Trek-Segafredo | 1 s      |

|   | Coureur         | Pays     | Équipe             | Secondes |
| - | --------------- | -------- | ------------------ | -------- |
| 1 | Alessandro Covi | Italie   | UAE Emirates       | 10 s     |
| 2 | Domen Novak     | Slovénie | Bahrain Victorious | 6 s      |
| 3 | Giulio Ciccone  | Italie   | Trek-Segafredo     | 4 s      |

## Classements à l'issue de l'étape

### Classement général
| \| Classement général \| Classement général \| Classement général \| Classement général \| Classement général \| \| Coureur \| Coureur \| Pays \| Équipe \| Temps \| \| ------------------ \| ------------------ \| ------------------ \| ---------------------------------- \| ------------------ \| \| 1er \| Jai Hindley \| Australie \| Bora-Hansgrohe \| 86 h 07 min 19 s \| \| 2e \| Richard Carapaz \| Équateur \| Ineos Grenadiers \| + 1 min 25 s \| \| 3e \| Mikel Landa \| Espagne \| Bahrain Victorious \| + 1 min 51 s \| \| 4e \| Vincenzo Nibali \| Italie \| Astana Qazaqstan Team \| + 7 min 57 s \| \| 5e \| Pello Bilbao \| Espagne \| Bahrain Victorious \| + 8 min 55 s \| \| 6e \| Jan Hirt \| Tchéquie \| Intermarché-Wanty-Gobert Matériaux \| + 9 min 07 s \| \| 7e \| Emanuel Buchmann \| Allemagne \| Bora-Hansgrohe \| + 11 min 18 s \| \| 8e \| Domenico Pozzovivo \| Italie \| Intermarché-Wanty-Gobert Matériaux \| + 16 min 04 s \| \| 9e \| Juan Pedro López \| Espagne \| Trek-Segafredo \| + 17 min 29 s \| \| 10e \| Hugh Carthy \| Royaume-Uni \| EF Education-EasyPost \| + 17 min 56 s \| |                    |             |                                    |                  |
| |                    |             |                                    |                  |
| Source : ProCyclingStats |                    |             |                                    |                  |
| Classement général |                    |             |                                    |                  |
| Coureur | Coureur            | Pays        | Équipe                             | Temps            |
| 1er | Jai Hindley        | Australie   | Bora-Hansgrohe                     | 86 h 07 min 19 s |
| 2e | Richard Carapaz    | Équateur    | Ineos Grenadiers                   | + 1 min 25 s     |
| 3e | Mikel Landa        | Espagne     | Bahrain Victorious                 | + 1 min 51 s     |
| 4e | Vincenzo Nibali    | Italie      | Astana Qazaqstan Team              | + 7 min 57 s     |
| 5e | Pello Bilbao       | Espagne     | Bahrain Victorious                 | + 8 min 55 s     |
| 6e | Jan Hirt           | Tchéquie    | Intermarché-Wanty-Gobert Matériaux | + 9 min 07 s     |
| 7e | Emanuel Buchmann   | Allemagne   | Bora-Hansgrohe                     | + 11 min 18 s    |
| 8e | Domenico Pozzovivo | Italie      | Intermarché-Wanty-Gobert Matériaux | + 16 min 04 s    |
| 9e | Juan Pedro López   | Espagne     | Trek-Segafredo                     | + 17 min 29 s    |
| 10e | Hugh Carthy        | Royaume-Uni | EF Education-EasyPost              | + 17 min 56 s    |

| Classement par points | Classement par points | Classement par points | Classement par points           | Classement par points |
| Coureur               | Coureur               | Pays                  | Équipe                          | Points                |
| --------------------- | --------------------- | --------------------- | ------------------------------- | --------------------- |
| 1er                   | Arnaud Démare         | France                | Groupama-FDJ                    | 254 pts               |
| 2e                    | Fernando Gaviria      | Colombie              | UAE Team Emirates               | 136 pts               |
| 3e                    | Mark Cavendish        | Royaume-Uni           | Quick-Step Alpha Vinyl          | 132 pts               |
| 4e                    | Mathieu van der Poel  | Pays-Bas              | Alpecin-Fenix                   | 96 pts                |
| 5e                    | Alberto Dainese       | Italie                | Team DSM                        | 95 pts                |
| 6e                    | Dries De Bondt        | Belgique              | Alpecin-Fenix                   | 83 pts                |
| 7e                    | Simone Consonni       | Italie                | Cofidis                         | 73 pts                |
| 8e                    | Phil Bauhaus          | Allemagne             | Bahrain Victorious              | 72 pts                |
| 9e                    | Koen Bouwman          | Pays-Bas              | Jumbo-Visma                     | 71 pts                |
| 10e                   | Filippo Tagliani      | Italie                | Drone Hopper-Androni Giocattoli | 70 pts                |

| Classement par points | Classement par points | Classement par points | Classement par points           | Classement par points |
| Coureur               | Coureur               | Pays                  | Équipe                          | Points                |
| --------------------- | --------------------- | --------------------- | ------------------------------- | --------------------- |
| 1er                   | Arnaud Démare         | France                | Groupama-FDJ                    | 254 pts               |
| 2e                    | Fernando Gaviria      | Colombie              | UAE Team Emirates               | 136 pts               |
| 3e                    | Mark Cavendish        | Royaume-Uni           | Quick-Step Alpha Vinyl          | 132 pts               |
| 4e                    | Mathieu van der Poel  | Pays-Bas              | Alpecin-Fenix                   | 96 pts                |
| 5e                    | Alberto Dainese       | Italie                | Team DSM                        | 95 pts                |
| 6e                    | Dries De Bondt        | Belgique              | Alpecin-Fenix                   | 83 pts                |
| 7e                    | Simone Consonni       | Italie                | Cofidis                         | 73 pts                |
| 8e                    | Phil Bauhaus          | Allemagne             | Bahrain Victorious              | 72 pts                |
| 9e                    | Koen Bouwman          | Pays-Bas              | Jumbo-Visma                     | 71 pts                |
| 10e                   | Filippo Tagliani      | Italie                | Drone Hopper-Androni Giocattoli | 70 pts                |

| Classement de la montagne | Classement de la montagne | Classement de la montagne | Classement de la montagne          | Classement de la montagne |
| Coureur                   | Coureur                   | Pays                      | Équipe                             | Points                    |
| ------------------------- | ------------------------- | ------------------------- | ---------------------------------- | ------------------------- |
| 1er                       | Koen Bouwman              | Pays-Bas                  | Jumbo-Visma                        | 294 pts                   |
| 2e                        | Giulio Ciccone            | Italie                    | Trek-Segafredo                     | 163 pts                   |
| 3e                        | Alessandro Covi           | Italie                    | UAE Team Emirates                  | 102 pts                   |
| 4e                        | Diego Rosa                | Italie                    | Eolo-Kometa                        | 94 pts                    |
| 5e                        | Davide Formolo            | Italie                    | UAE Team Emirates                  | 87 pts                    |
| 6e                        | Jai Hindley               | Australie                 | Bora-Hansgrohe                     | 78 pts                    |
| 7e                        | Lennard Kämna             | Allemagne                 | Bora-Hansgrohe                     | 78 pts                    |
| 8e                        | Santiago Buitrago         | Colombie                  | Bahrain Victorious                 | 71 pts                    |
| 9e                        | Richard Carapaz           | Équateur                  | Ineos Grenadiers                   | 65 pts                    |
| 10e                       | Jan Hirt                  | Tchéquie                  | Intermarché-Wanty-Gobert Matériaux | 57 pts                    |

| Classement de la montagne | Classement de la montagne | Classement de la montagne | Classement de la montagne          | Classement de la montagne |
| Coureur                   | Coureur                   | Pays                      | Équipe                             | Points                    |
| ------------------------- | ------------------------- | ------------------------- | ---------------------------------- | ------------------------- |
| 1er                       | Koen Bouwman              | Pays-Bas                  | Jumbo-Visma                        | 294 pts                   |
| 2e                        | Giulio Ciccone            | Italie                    | Trek-Segafredo                     | 163 pts                   |
| 3e                        | Alessandro Covi           | Italie                    | UAE Team Emirates                  | 102 pts                   |
| 4e                        | Diego Rosa                | Italie                    | Eolo-Kometa                        | 94 pts                    |
| 5e                        | Davide Formolo            | Italie                    | UAE Team Emirates                  | 87 pts                    |
| 6e                        | Jai Hindley               | Australie                 | Bora-Hansgrohe                     | 78 pts                    |
| 7e                        | Lennard Kämna             | Allemagne                 | Bora-Hansgrohe                     | 78 pts                    |
| 8e                        | Santiago Buitrago         | Colombie                  | Bahrain Victorious                 | 71 pts                    |
| 9e                        | Richard Carapaz           | Équateur                  | Ineos Grenadiers                   | 65 pts                    |
| 10e                       | Jan Hirt                  | Tchéquie                  | Intermarché-Wanty-Gobert Matériaux | 57 pts                    |

| Classement du meilleur jeune | Classement du meilleur jeune | Classement du meilleur jeune | Classement du meilleur jeune | Classement du meilleur jeune |
| Coureur                      | Coureur                      | Pays                         | Équipe                       | Temps                        |
| ---------------------------- | ---------------------------- | ---------------------------- | ---------------------------- | ---------------------------- |
| 1er                          | Juan Pedro López             | Espagne                      | Trek-Segafredo               | 86 h 24 min 48 s             |
| 2e                           | Santiago Buitrago            | Colombie                     | Bahrain Victorious           | + 5 min 56 s                 |
| 3e                           | Pavel Sivakov                | France                       | Ineos Grenadiers             | + 23 min 06 s                |
| 4e                           | Thymen Arensman              | Pays-Bas                     | Team DSM                     | + 26 min 10 s                |
| 5e                           | Luca Covili                  | Italie                       | Bardiani CSF Faizanè         | + 1 h 11 min 10 s            |
| 6e                           | Gijs Leemreize               | Pays-Bas                     | Jumbo-Visma                  | + 1 h 41 min 54 s            |
| 7e                           | Vadim Pronskiy               | Kazakhstan                   | Astana Qazaqstan Team        | + 1 h 44 min 30 s            |
| 8e                           | Mauri Vansevenant            | Belgique                     | Quick-Step Alpha Vinyl       | + 1 h 45 min 04 s            |
| 9e                           | Attila Valter                | Hongrie                      | Groupama-FDJ                 | + 1 h 57 min 50 s            |
| 10e                          | Ben Tulett                   | Royaume-Uni                  | Ineos Grenadiers             | + 2 h 10 min 16 s            |

| Classement du meilleur jeune | Classement du meilleur jeune | Classement du meilleur jeune | Classement du meilleur jeune | Classement du meilleur jeune |
| Coureur                      | Coureur                      | Pays                         | Équipe                       | Temps                        |
| ---------------------------- | ---------------------------- | ---------------------------- | ---------------------------- | ---------------------------- |
| 1er                          | Juan Pedro López             | Espagne                      | Trek-Segafredo               | 86 h 24 min 48 s             |
| 2e                           | Santiago Buitrago            | Colombie                     | Bahrain Victorious           | + 5 min 56 s                 |
| 3e                           | Pavel Sivakov                | France                       | Ineos Grenadiers             | + 23 min 06 s                |
| 4e                           | Thymen Arensman              | Pays-Bas                     | Team DSM                     | + 26 min 10 s                |
| 5e                           | Luca Covili                  | Italie                       | Bardiani CSF Faizanè         | + 1 h 11 min 10 s            |
| 6e                           | Gijs Leemreize               | Pays-Bas                     | Jumbo-Visma                  | + 1 h 41 min 54 s            |
| 7e                           | Vadim Pronskiy               | Kazakhstan                   | Astana Qazaqstan Team        | + 1 h 44 min 30 s            |
| 8e                           | Mauri Vansevenant            | Belgique                     | Quick-Step Alpha Vinyl       | + 1 h 45 min 04 s            |
| 9e                           | Attila Valter                | Hongrie                      | Groupama-FDJ                 | + 1 h 57 min 50 s            |
| 10e                          | Ben Tulett                   | Royaume-Uni                  | Ineos Grenadiers             | + 2 h 10 min 16 s            |

| Classement par équipes | Classement par équipes             | Classement par équipes | Classement par équipes |
| Équipe                 | Équipe                             | Pays                   | Temps                  |
| ---------------------- | ---------------------------------- | ---------------------- | ---------------------- |
| 1re                    | Bahrain Victorious                 | Bahreïn                | 258 h 34 min 45 s      |
| 2e                     | Bora-Hansgrohe                     | Allemagne              | + 5 min 18 s           |
| 3e                     | Intermarché-Wanty-Gobert Matériaux | Belgique               | + 1 h 23 min 27 s      |
| 4e                     | Ineos Grenadiers                   | Royaume-Uni            | + 1 h 23 min 29 s      |
| 5e                     | Astana Qazaqstan Team              | Kazakhstan             | + 2 h 18 min 33 s      |
| 6e                     | Trek-Segafredo                     | États-Unis             | + 2 h 21 min 47 s      |
| 7e                     | Jumbo-Visma                        | Pays-Bas               | + 2 h 42 min 07 s      |
| 8e                     | UAE Team Emirates                  | Émirats arabes unis    | + 3 h 18 min 00 s      |
| 9e                     | BikeExchange-Jayco                 | Australie              | + 3 h 32 min 57 s      |
| 10e                    | Movistar Team                      | Espagne                | + 3 h 37 min 38 s      |

| Classement par équipes | Classement par équipes             | Classement par équipes | Classement par équipes |
| Équipe                 | Équipe                             | Pays                   | Temps                  |
| ---------------------- | ---------------------------------- | ---------------------- | ---------------------- |
| 1re                    | Bahrain Victorious                 | Bahreïn                | 258 h 34 min 45 s      |
| 2e                     | Bora-Hansgrohe                     | Allemagne              | + 5 min 18 s           |
| 3e                     | Intermarché-Wanty-Gobert Matériaux | Belgique               | + 1 h 23 min 27 s      |
| 4e                     | Ineos Grenadiers                   | Royaume-Uni            | + 1 h 23 min 29 s      |
| 5e                     | Astana Qazaqstan Team              | Kazakhstan             | + 2 h 18 min 33 s      |
| 6e                     | Trek-Segafredo                     | États-Unis             | + 2 h 21 min 47 s      |
| 7e                     | Jumbo-Visma                        | Pays-Bas               | + 2 h 42 min 07 s      |
| 8e                     | UAE Team Emirates                  | Émirats arabes unis    | + 3 h 18 min 00 s      |
| 9e                     | BikeExchange-Jayco                 | Australie              | + 3 h 32 min 57 s      |
| 10e                    | Movistar Team                      | Espagne                | + 3 h 37 min 38 s      |

## Abandons
- David de la Cruz (Astana Qazaqstan) : abandon